# ماتاريكي
ماتاريكي (بالإنجليزية: Matariki)‏ في اللغة الماورية هو اسم الأرباب السبعة الذين يشكلون الثريا ويراقبون الزراعة ويرشدون البحارة البولينيزيين. والكلمة تعني حرفيا «العيون الصغيرة».